# Espórades do Sul
Espórades do Sul (em grego: Nóties Sporádes) são ilhas gregas situadas entre Cíclades e a Turquia. Eles correspondem ao Dodecaneso,mais algumas ilhas do norte (especialmente Samos e Icária). Também incluído por alguns geógrafos são as ilhas de Quios e Lesbos.